# Fabbrica farmaceutica di Al-Shifa

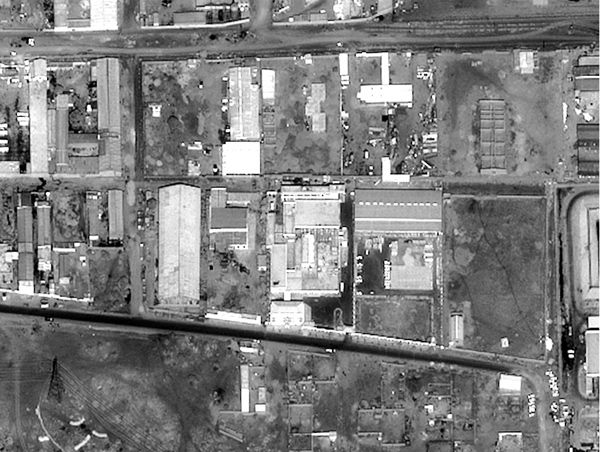
Foto satellitare della fabbrica farmaceutica di Al-Shifa scattata dagli Stati Uniti nel 1998

La fabbrica farmaceutica di Al-Shifa (الشفاء, in arabo "guarigione"), situata presso Al Khartum Bahrī in Sudan, fu costruita tra il 1992 e il 1996 utilizzando componenti importati da Stati Uniti, Svezia, Italia, Svizzera, Germania, India e Thailandia.
Il complesso era l'unica fabbrica farmaceutica nella zona; impiegava più di 300 operai, che producevano medicine anche a uso veterinario. La fabbrica produceva prevalentemente antimalarici.
L'intero complesso industriale, composto di quattro edifici, venne distrutto nel 1998 da un attacco missilistico lanciato dagli Stati Uniti. Oltre alla distruzione dell'impianto, l'attacco ha causato la morte di un impiegato e il ferimento di undici. I critici dell'attacco hanno stimato che fino a 10.000 civili sudanesi sono morti a causa della mancanza di medicinali.
Gli Stati Uniti hanno giustificato la necessità dell'attacco con le seguenti ragioni:
- rappresaglia per gli attentati del 1998 contro le ambasciate statunitensi di Dar es Salaam in Tanzania e Nairobi in Kenya.
- presunta produzione di gas nervino nella fabbrica.
- presunti collegamenti tra i possessori dell'impianto e al-Qaeda.

Queste giustificazioni furono fortemente contestate dai proprietari dell'impianto, dal governo del Sudan e da altri stati, oltre che da intellettuali statunitensi e non.

## La distruzione
Il 20 agosto 1998 la fabbrica venne distrutta da un attacco missilistico lanciato dalle Forze armate statunitensi come rappresaglia per gli attentati del 7 agosto alle ambasciate statunitensi di Dar es Salaam in Tanzania e Nairobi in Kenya. L'amministrazione del presidente Bill Clinton giustificò l'attacco, che venne denominato col nome in codice operazione Infinite Reach, affermando che erano state fornite prove convincenti sia della produzione di gas nervino VX (classificato come arma di distruzione di massa nel 1993) sia del legame tra la fabbrica e il gruppo fondamentalista al-Qaeda capeggiato da Osama bin Laden, ritenuto vero responsabile degli attentati alle ambasciate, oltreché del progetto Bojinka. L'operazione del 20 agosto incluse anche un bombardamento in Afghanistan presso alcuni campi d'addestramento di al-Qaeda, dove si riteneva che si trovasse bin Laden.

## Prove
La principale prova che collegava l'impianto di al-Shifa alla produzione di armi chimiche fu la scoperta di EMPTA (un precursore del gas nervino VX) in un campione di terreno prelevato dalla CIA durante un'operazione clandestina. Sebbene l'EMPTA possa essere teoricamente utilizzato per molti scopi, come la produzione di plastica, non sono tuttora noti utilizzi industriali né prodotti che contengano EMPTA. Tuttavia, questo composto non è proibito dalla convenzione sulle armi chimiche, come inizialmente affermato dagli Stati Uniti. Inoltre, non sarebbe stato possibile stabilire se il composto fosse realmente utilizzato in fabbrica, poiché venne scoperto nel terreno a essa esterno: l'EMPTA avrebbe potuto semplicemente essere immagazzinato o trasportato vicino alla fabbrica, e non necessariamente lì prodotto.
Il sottosegretario di Stato per gli affari politici Thomas Pickering affermò di avere prove convincenti contro il Sudan, tra cui le prove di contatti tra rappresentanti dell'impianto di Al-Shifa ed esperti di armi chimiche irachene, considerando che il programma di armi chimiche iracheno era l'unico che includeva la produzione di EMPTA e VX.
La National Democratic Alliance (NDA, Alleanza Democratica Nazionale), partito d'opposizione sudanese guidato da Mubarak al Fadil al Mahdi, affermò anch'essa che l'impianto stesse producendo ingredienti per armi chimiche. Anche Richard Clarke, ex consigliere anti-terrorismo del presidente Clinton, e Sandy Berger, ex consigliere per la sicurezza nazionale, hanno notato i presunti collegamenti col vecchio governo iracheno. Clarke ha anche citato il contratto da 199.000$ di Al-Shifa con l'Iraq per medicine veterinarie sotto il programma ONU Oil-for-food.
Tuttavia, successivamente alcuni ufficiali hanno riconosciuto che "le prove che hanno spinto il presidente Clinton a ordinare l'attacco missilistico sull'impianto di Shifa non erano tanto solide quanto erano state inizialmente dipinte." Inoltre, altri ufficiali hanno poi affermato che "non c'era alcuna prova che l'impianto producesse o immagazzinasse gas nervino, come inizialmente sospettato dagli americani, né che fosse collegato a Osama bin Laden, che negli anni '80 era residente a Khartoum."
Tuttavia, un ufficiale del Dipartimento di Stato del presidente Clinton aveva già dichiarato pochi giorni dopo l'attacco che un uomo che gestiva soldi per Osama bin Laden aveva appunto affermato che bin Laden aveva investito in Al-Shifa, e che lo stesso direttore della fabbrica farmaceutica vivesse nella stessa casa dove prima viveva bin Laden.
Il Bureau of Intelligence and Research del Dipartimento di Stato nel 1999 scrisse un rapporto che esaminava l'attacco alla fabbrica, affermando che la connessione a bin Laden non era sufficientemente accurata. Il New York Times scrisse: "Ora gli analisti hanno rinnovato i loro dubbi e hanno detto all'assistente del segretario di Stato Phyllis Oakley che le prove fornite dalla CIA, sulle quali venne basato l'attacco, erano inadeguate. Oakley chiese loro di controllare nuovamente, poiché ci potevano essere delle altre informazioni che non avevano visto. La risposta arrivò presto: non c'erano ulteriori prove. Oakley convocò tutto il suo staff e tutti si trovarono d'accordo sul fatto che contrariamente a ciò che diceva l'amministrazione, le argomentazioni che collegavano al-Shifa a bin Laden o ad armi chimiche erano deboli." Il presidente delle industrie farmaceutiche di El Shifa, che era critico con il governo sudanese, disse ai giornalisti: "Avevo l'inventario di ogni sostanza chimica e i dati della storia di ciascun dipendente. Non c'erano sostanze chimiche [di gas nervino] che siano state prodotte qui."
Ciononostante, il segretario alla difesa William Cohen nel 2004 testimoniò alla Commissione d'indagine sull'11 settembre, continuando a sostenere che al-Shifa fosse una "struttura legata ad armi di distruzione di massa", che giocava un "ruolo nell'industria di armi chimiche" ponendo l'accento sul rischio che la fabbrica, con l'aiuto del programma chimico iracheno, potesse aiutare al-Qaeda a ottenere armi chimiche.
Il Sudan ha poi invitato gli Stati Uniti a condurre test chimici sul sito per cercare prove che supportassero le loro affermazioni che l'impianto fosse una fabbrica di armi chimiche; finora, gli Stati Uniti hanno rifiutato l'invito a investigare. Ciò nonostante, gli Stati Uniti hanno rifiutato di scusarsi ufficialmente per l'attacco, suggerendo l'idea che alcuni possano ancora ritenere che ci fosse prodotto di armi chimiche.
L'attacco a Khartoum fu condotto con una precisione notevole, poiché tutti i missili lanciati sulla fabbrica non hanno comportato il minimo danno alle aree circostanti, sebbene una persona venne uccisa e dieci rimasero ferite.
Subito dopo l'attacco il governo del Sudan chiese che il Consiglio di sicurezza dell'ONU conducesse un'investigazione sul sito per determinare se fosse effettivamente utilizzato per produrre armi chimiche o precursori. Gli Stati Uniti hanno dall'inizio osteggiato l'investigazione, né hanno mai permesso che un laboratorio indipendente analizzasse il campione che presumibilmente conteneva EMPTA. Michael Barletta conclude che non ci sono prove che la fabbrica di al-Shifa fosse coinvolta nella produzione di armi chimiche e che è ormai evidente che la maggior parte delle accuse iniziali mosse dagli USA fosse infondata.

## Conseguenze
Il quotidiano The Guardian ha presentato come catenaccio della notizia "La perdita della fabbrica è una tragedia per la comunità rurale che ha bisogno delle medicine", citando Tom Carnaffin, direttore tecnico con "intima conoscenza" dell'impianto distrutto. Un mese dopo, un corrispondente dello stesso quotidiano, Patrick Wintour, scrisse che l'impianto "provvedeva al 50 percento del fabbisogno di medicine del Sudan e la sua distruzione ha lasciato il paese senza rifornimenti di clorochina, utilizzata nel trattamento standard della malaria". Ha continuato dicendo che, nonostante ciò, il governo britannico (che ha pubblicamente sostenuto l'attacco) ha rifiutato le richieste di "rifornire il Sudan di clorochina finché il paese non potrà ricostruire fabbriche farmaceutiche". La fabbrica era la principale fonte di antimalarici e di medicine veterinarie per il Sudan, secondo il CBW Conventions Bullettin.
L'ambasciatore tedesco in Sudan dal 1996 al 2000, Werner Daum, nel 2001 scrisse un articolo nel quale definì "parecchie decine di migliaia di morti" tra i civili sudanesi a causa della mancanza di medicine, "una supposizione ragionevole". Il direttore regionale della statunitense Near East Foundation, che ha avuto esperienza sul campo in Sudan, scrisse un articolo sul Boston Globe con la stessa stima dei morti e disse che "senza le fondamentali medicine prodotte [dagli impianti distrutti] [...] decine di migliaia di persone - molte delle quali bambini - hanno sofferto e sono poi morte di malaria, di tubercolosi e di altre malattie trattabili [...], [la fabbrica] produceva il 90 percento dei più importanti prodotti farmaceutici sudanesi [...] e le sanzioni contro il Sudan rendono a questo paese impossibile importare l'adeguato quantitativo di medicine richiesto per coprire il vuoto lasciato dalla distruzione dell'impianto. [...] Milioni di persone dovrebbero chiedersi come la Corte Internazionale di Giustizia di Le Hague celebrerà questo anniversario." L'impianto di al Shifa era "l'unico che produceva farmaci contro la tubercolosi, per più di 100.000 pazienti, per circa una sterlina al mese" e "l'unica fabbrica che produceva medicine ad uso veterinario in questo paese, prevalentemente pastorizio. La sua specialità erano le medicine per uccidere i parassiti che passano dalle mandrie ai pastori, una delle principali cause di mortalità infantile in Sudan."
Nel suo libro "11 settembre" (titolo originale inglese: 9-11: Was There An ALternative?), Noam Chomsky afferma che il bombardamento di al-Shifa è stato un crimine orrendo commesso dal governo degli Stati Uniti che è risultato nella morte di parecchie decine di migliaia di sudanesi a causa di malattie curabili come la malaria e la tubercolosi, poiché privati delle medicine prodotte all'impianto. Nella misura in cui sono avvenute tali conseguenze, possiamo comparare il crimine in Sudan all'assassinio di Patrice Lumumba che ha portato il Congo a decenni di carneficine, che ancora continuano; o al colpo di stato in Guatemala del 1954, che ha portato a 40 anni di mostruose atrocità; e a troppi altri simili a questi."
Le stime delle morti furono contestate da Keith Windschuttle e da Leo Casey, che affermarono che le cifre erano "inventate di sana pianta". Windschuttle affermò che Daum "non aveva svolto alcuna ricerca al riguardo" e che "i rapporti delle operazioni sudanesi da parte di molte agenzie umanitarie occidentali, tra cui Oxfam, Medici Senza Frontiere e Norwegian People's Aid, che hanno operato nella regione per decenni, non troveranno prove di un inusuale incremento delle morti."
Human Rights Watch ha riportato che il bombardamento ha avuto l'effetto non voluto di fermare gli sforzi finalizzati a fornire cibo alle aree del Sudan colpite da carestie causate dalla guerra civile nel paese. Molte di queste agenzie erano in tutto o in parte costituite da americani che hanno subito dopo lasciato il paese per paura di rappresaglie del governo sudanese. Una lettera da Human Rights Watch al Presidente Clinton affermava che "molti sforzi di soccorso sono stati posticipati indefinitamente, tra i quali uno cruciale condotto dall'americana International Rescue Committee, in una zona dove più di 50 abitanti del sud muoiono ogni giorno". Mark Huband del Financial Times scrisse che gli attacchi "hanno frantumato gli attesi benefici del cambio dei vertici politici nel cuore del governo islamista del Sudan" verso "un impegno pragmatico con il mondo esterno".

## Critiche
Il noto critico della politica di Clinton Christopher Hitchens scrisse che la fabbrica "non avrebbe potuto essere piegata come una tenda e portata via in un giorno o giù di lì. E gli Stati Uniti hanno relazioni diplomatiche con il Sudan. ... Be', allora, dov'era la fretta? ... C'è solo una possibile risposta a questa domanda. Clinton voleva sembrare "presidenziale" per un giorno."
La Commissione sull'11 settembre valutò le cosiddette teorie "Wag the Dog", secondo le quali l'attacco fosse motivato per distogliere l'attenzione da problemi politici interni, e non trovò alcuna ragione di credere ad una di esse, né di non credere alla testimonianza e alle affermazioni dell'ex Presidente Clinton, dell'ex Vice Presidente Gore, del Capo della CIA Tenet e degli ex consiglieri per la sicurezza Berger e Clarke (che affermavano che al Shifa era ancora, nel 2004, un giustificabile obiettivo di sicurezza nazionale). Pagina 118
Il Dipartimento di giustizia USA, durante il mandato del presidente George W. Bush, ha presentato un presunto pentito di al-Qaeda come testimone il 13 febbraio 2001, nel suo processo contro Osama bin Laden. Il testimone, Jamal Ahmad al-Fadl, testimoniò che agenti di al-Qaeda con cui era coinvolto erano stati impegnati nel 1993 o nel 1994 nella produzione di armi chimiche a Khartoum in Sudan. Pagina 524.
Secondo il quotidiano The Guardian, "Il proprietario della fabbrica, Salah Idris, ha vigorosamente negato che lui o la fabbrica potessero avere un qualsiasi collegamento con un qualsiasi gruppo terroristico. Ora ha citato in giudizio il governo statunitense per 35 mln £ dopo aver assunto degli esperti per dimostrare che l'impianto produceva solo medicine. Nonostante il crescente sostegno alla causa di Idris negli USA e in Gran Bretagna, Washington rifiuta di ritrattare le sue affermazioni e sta contestando la causa.
Il governo del Sudan vuole che l'impianto preservi la sua condizione di distruzione a ricordo dell'attacco americano e ha anche offerto agli Stati Uniti per effettuare dei test chimici sul sito, ma gli Stati Uniti ha rifiutato l'invito. Il Sudan ha chiesto agli Stati Uniti di scusarsi per l'attacco ma gli USA hanno rifiutato sulla base del fatto che non è scartata la possibilità che l'impianto avesse delle connessioni con armi chimiche. Look at the Place! Sudan Says, 'Say Sorry,' but U.S. Won't - New York Times
Il bombardamento della fabbrica di al-Shifa riaffiorò tra le notizie nell'aprile 2006, a causa del licenziamento dell'ex analista della CIA Mary McCarthy. McCarthy era contro il bombardamento nel 1998 e aveva scritto una lettera formale di protesta al presidente Clinton. Secondo l'ex analista della CIA Michael Scheuer, aveva espresso dubbi che la fabbrica avesse collegamenti con al Qaeda o che stesse producendo armi chimiche. Il New York Times riferì: "Nel caso dell'impianto farmaceutico di Khartoum in Sudan, le sue preoccupazione potrebbero essere ben fondate. Gli ufficiali sudanesi e il proprietario dell'impianto negarono ogni collegamento ad al Qaeda. Subito dopo l'attacco, all'interno della Casa Bianca ebbe luogo un dibattito se i rapporti d'intelligence fossero stati accuratamente riversati sulla stampa. Alla fine, l'amministrazione Clinton concesse che la prova più importante usata per giustificare l'attacco dell'impianto era stato un singolo campione di terreno che sembrava indicare la presenza di una sostanza chimica usata per realizzare gas nervino VX".

## Responsabilità
Thomas Joscelyn cita Daniel Benjamin, ex membro dello staff del Consiglio per la sicurezza nazionale: "Il rapporto della Commissione d'indagine sull'11 settembre nota che lo staff della Sicurezza Nazionale ha ricontrollato le prove fornite dall'intelligence nell'Aprile del 2000 e ha concluso che la valutazione della CIA sul collegamento tra bin Laden e al-Shifa era corretta; il promemoria inviato al presidente Clinton riguardo a ciò venne firmato da Richard Clarke e Mary McCarthy, direttrice anziana del National Security Council per i programmi d'intelligence, che si oppose al bombardamento di al-Shifa nel 1998. Il rapporto nota anche che nella loro testimonianza prima della formazione della commissione, Al Gore, Sandy Berger, George Tenet e Richard Clarke furono tutti a favore della decisione di bombardare al-Shifa." The New McCarthyism | The Weekly Standard
L'ex segretario alla difesa William Cohen ha difeso la decisione di bombardare al-Shifa nella sua testimonianza del 2004 presso la Commissione sull'11 settembre (insieme agli altri già citati membri del gabinetto del presidente Clinton, nelle loro testimonianze separate): "A quel tempo, i più alti livelli dell'intelligence ci assicurarono ripetutamente che "le prove non sono mai migliori di queste" per quanto riguarda la sicurezza delle informazioni riguardanti un obiettivo ad alto rischio. C'era una buona ragione per essere così sicuri, tra cui parecchie informazioni che andavano dai collegamenti tra l'organizzazione che costruì l'impianto aveva sia con bin Laden che con i leader del programma di armi chimiche iracheno, agli straordinari livelli di sicurezza quando l'impianto fu costruito, a prove fisiche dal sito dell'impianto fino ad altre informazioni dall'intelligence (HUMINT) e da fonti tecniche. Dato ciò che sapevamo riguardo all'interesse dei terroristi nell'acquisire e nell'utilizzare armi chimiche contro gli Americani, e data la valutazione che l'intelligence ci fornì riguardo all'impianto di al-Shifa, continuo a credere che distruggerlo sia stata la decisione giusta. Pagina 14.